# Lois Gibson
Lois Joan Gibson (* 21. Januar 1930 in New York City als Lois Joan Geiger; † 6. Mai 2007 in Malibu) war eine US-amerikanische Drehbuchautorin.

## Leben
Lois Gibson studierte an der Hofstra University und der Pariser Sorbonne. In den 1940er Jahren arbeitete sie als Redakteurin und Übersetzerin bei dem neu gegründeten Verlag Ballantine Books, der das Taschenbuch-Geschäft in den USA revolutioniert hat. In den 1950er Jahren war sie als Storyboard-Autorin bei CBS tätig, entwickelte das Format „The Untouchables“, das ab 1959 zu einer erfolgreichen TV-Serie wurde. Später war sie als Story Editor und Beraterin der Fernsehproduzenten Desi Arnaz („I Love Lucy“), William Asher („Bewitched“), Rod Amateau („The Dukes of Hazzard“) und Quinn Martin („The Steets of San Francisco“) beschäftigt.
Als Autorin schrieb sie für Serien wie „The Fugitive“, „The Invaders“, „Kay O'Brien“ und die – ebenfalls von Quinn Martin erfundene – Pathologenserie „Quincy“. Daneben schrieb sie Fernsehkritiken, eine Kolumne für die Los Angeles Times sowie das Musical „Nobody's Heart“.
Lois Gibson verstarb in Malibu nach langer Krankheit. Sie war mit dem Schauspieler Henry Gibson (als Richter Clark Brown aus „Boston Legal“ bekannt) verheiratet. Aus der Ehe gehen die Söhne Jonathan, leitender Angestellter bei NBC Universal, und Charles, zweifacher Oscar-Preisträger (u. a. für die Spezialeffekte von „Fluch der Karibik 2“), und James, Drehbuchautor („Never Die Alone“, 2004), hervor.

## Filmografie
- 1973: La tumba de la isla maldita
- 1978: Quincy